# Heinrich Grunow
Heinrich Grunow, auch Heinrich Grunov, eigentlich Friedrich Beer (* 15. August 1900 in Schweinfurt; † 27. März 1945 im KZ Sachsenhausen) war ein deutscher Redakteur und politischer Funktionär (Schwarze Front). Er ist nicht zu verwechseln mit dem Journalisten Fritz Beer (1911–2006).

## Leben und Tätigkeit
Grunow wurde als Friedrich Beer geboren. Er war ein Sohn des Spenglermeisters Johann Georg Beer und seiner Frau Julie, geborene Strasser. 
Beer arbeitete zunächst als kaufmännischer Angestellter in München. Um die Jahreswende 1930/31 trat er in die NSDAP ein (Mitgliedsnummer 423.036). Im Anschluss an Kontakte mit dem 1930 als Gegner der Hitlerschen politischen Linie aus der Partei ausgeschiedenen Otto Strasser, dem Führer der Kampfgemeinschaft Revolutionärer Nationalsozialisten (KGRNS), begann Beer gegen die NSDAP zu arbeiten. Im Oktober 1931 wurde er deshalb wegen „Parteiverrats“ aus dieser ausgeschlossen.
Im November 1931 wurde Beer Leiter der Kampfgruppe München der aus der KGRNS hervorgegangenen Schwarzen Front sowie Redakteur der Zeitschrift Der deutsche Scheinwerfer. 
Einige Monate nach der Machtergreifung der Nationalsozialisten im Frühjahr 1933 wurde Beer im Juni 1933 in Schutzhaft genommen. Nach seiner Freilassung ging er im September 1933 in die Emigration nach Prag, wo er zum engsten Mitarbeiter des ebenfalls nach dort geflohenen Otto Strasser wurde: er wurde, spätestens jetzt unter dem Namen Heinrich Grunow agierend, Geschäftsführer der Reichsleitung der Schwarzen Front sowie Leiter des Grunov-Verlags [sic!] in Prag, der insbesondere die Zeitschriften Die Deutsche Revolution und Die Dritte Front herausgab.
Als Vertrauensmann Strassers unternahm Grunow zahlreiche Reisen als dessen Kurier nach Frankreich, in die Schweiz, nach Holland, Dänemark und Spanien.
1936 unternahm ein SS-Agent einen Versuch, Grunow bei einem Treffen im Zinnwald, nahe der deutschen Grenze ins Reichsgebiet zu entführen. Grunow wurde hierbei bewusstlos geschlagen, der Entführungsversuch scheiterte aber aufgrund des Eingreifens von Passanten.
1937 wurde Grunow Vorsitzender des Flüchtlingskomitees der Deutschen Front gegen das Hitlerregime. Im selben Jahr trennte Strasser sich von Grunow, angeblich wegen dessen Kontakten zum tschechoslowakischen Nachrichtendienst: er übersiedelte stattdessen nach Paris mit dem Auftrag, in Frankreich den von der Volkssozialistischen Bewegung der Schwarzen Front überlassenen Kurzwellensender zu betreiben.
In Paris arbeitete Grunow mit dem katholischen Publizisten Edgar Alexander und mit dem Sozialdemokraten Helmut Klotz, außerdem mit Erich Wollenberg und Karl Otto Paetel zusammen. Des Weiteren unterhielt er Verbindungen zu Max Gruschwitz, Peter Bultmann, Hermann Meynen und einem Nachrichtenbüro in Celje. Ab Herbst 1939 stand Grunow im Kontakt mit dem französischen Nachrichtendienst, mit dem er u. a. Attentatspläne gegen Adolf Hitler erörterte. Im Januar 1940 wurde er von der französischen Polizei auf Veranlassung des Deuxième Bureau verhaftet.
Von den Polizeiorganen der NS-Diktatur wurde Beer/Grunow derweil als Staatsfeind eingestuft: Bald nach seiner Emigration wurde er ausgebürgert. Im Frühjahr 1940 wurde er vom Reichssicherheitshauptamt auf die Sonderfahndungsliste G.B. gesetzt, ein Verzeichnis von Personen, die im Falle einer erfolgreichen deutschen Invasion Großbritanniens durch die Sonderkommandos der SS-Einsatzgruppen mit besonderer Priorität ausfindig gemacht und verhaftet werden sollten.
Nach der deutschen Besetzung Frankreichs im Sommer 1940 fiel Grunow in die Hände der Geheimen Staatspolizei. Er starb im März 1945 als Häftling im KZ Sachsenhausen.